# Peter López
Pour les articles homonymes, voir López.
Peter Santos Lopez, né à Irvine aux États-Unis le 23 septembre 1981, est un compétiteur péruvien de taekwondo. Il combat dans les catégories de 62 à 67 kg. 

## Parcours
Il obtient sa première victoire à Arequipa en 1987. Il poursuit sa formation sportive aux États-Unis pendant 12 ans. Il devient vice-champion du monde pour représenter les États-Unis en 2001 dans la catégorie des 62 kg, et atteint la troisième place en 2003. 